# Рієзе-Піо-X
Рієзе-Піо-X (італ. Riese Pio X, вен. Riese Pio X) — муніципалітет в Італії, у регіоні Венето, провінція Тревізо.
Рієзе-Піо-X розташоване на відстані близько 430 км на північ від Рима, 50 км на північний захід від Венеції, 27 км на захід від Тревізо.
Населення — 11 093 особи (2014).
Щорічний фестиваль відбувається 21 вересня. Покровитель — San Matteo.

## Демографія
Населення за роками:

Станом на 1 січня 2023 року в муніципалітеті офіційно проживали 1083 іноземці з 48 країн, серед них 632 громадяни країн Євросоюзу та 13 громадян України.

## Сусідні муніципалітети
- Альтіволе
- Азоло
- Кастельфранко-Венето
- Кастелло-ді-Годего
- Фонте
- Лорія
- Сан-Ценоне-дельї-Еццеліні
- Веделаго